# Udon Thani
Udon Thani er en by i det nordøstlige Thailand med 130.274 (2017) indbyggere. Byen er hovedstad i en provins af samme navn og ligger cirka 60 kilometer syd for grænsen til nabolandet Laos.